# Casper (gato)
Casper (1997 — 14 de janeiro de 2010), foi um gato doméstico que atraiu atenção midiática mundial em 2009, quando foi relatado que ele era um viajante de ônibus, em Plymouth, na Inglaterra Ele apareceu na BBC News, e foi objecto de uma editorial feito pelo The Guardian. Foi escrito um livro sobre o gato, chamado Casper the Commuting Cat.
Casper morreu em 14 de janeiro de 2010, após ser atropelado por um táxi.